# (297274) 1996 SK
(297274) 1996 SK est un astéroïde Apollon, aréocroiseur et cythérocroiseur découvert le 17 septembre 1996 par NEAT.
Sa distance minimale d'intersection de l'orbite terrestre est de 0,006278 ua soit 939 180 km. Il est classé comme potentiellement dangereux.

## Orbite
(297274) 1996 SK a un périhélie de 0,513 UA et un aphélie de 4,38 UA. Il met 1397 jours pour faire le tour du Soleil.

## Passage près de la Terre
(297274) 1996 SK est passé à 25 815 000 km de la Terre le 18 avril 2012.